# Atractodenchelys phrix
Atractodenchelys phrix är en fiskart som beskrevs av Robins och Robins, 1970. Atractodenchelys phrix ingår i släktet Atractodenchelys och familjen Synaphobranchidae. Inga underarter finns listade.